# Меле, Юджин
Юджин Меле (англ. Eugene Mele) — американский физик, физик-теоретик, специалист в области физики конденсированных сред.
Член Национальной АН США (2019), доктор философии (1978), заслуженный профессор Пенсильванского университета, где преподаёт с 1981 года.
Окончил Saint Joseph's University (бакалавр физики, 1972).
В 1978 году в Массачусетском технологическом институте получил степень доктора философии и в том же году там же являлся ассоциатом-постдоком. В 1978—1981 гг. научный сотрудник «Xerox» в Уэбстере (Нью-Йорк). С 1981 года преподаёт в Пенсильванском университете: ассистент-профессор, с 1985 года ассоциированный профессор, с 1989 года полный профессор физики, ныне заслуженный именной профессор физики (Christopher H. Browne Distinguished Professor of Physics). На протяжении длительного времени сотрудничает также с таким же именным профессором той же кафедры физики и астрономии Чарльзом Кейном — в их общей области специализации физике конденсированных сред.
Фелло Американского физического общества (2001).
Среди его соавторов Hongjie Dai, Корнелис Деккер, A. Brooks Harris и др.

## Награды и отличия
- Стипендия Слоуна (1983—1987)
- Ira Abrams Award for Distinguished Teaching Пенсильванского университета (1998)
- Christian R. and Mary F. Lindback Award for Distinguished Teaching Пенсильванского университета (2010)
- Премия «Еврофизика» (2010)
- Leverhulme Distinguished Visiting Professor, Университет Лафборо (2014/2015)
- Медаль Бенджамина Франклина (2015, совместно с Чарльзом Кейном) — за работу над топологическими изоляторами[3]
- BBVA Foundation Frontiers of Knowledge Award (2018, совместно с Чарльзом Кейном) — за работу над топологическими изоляторами[4]
- Премия по фундаментальной физике (2019, совместно с Чарльзом Кейном) — за работу над топологическими изоляторами[5]
- Медаль Джона Скотта (2019)